# Deux Frères (gabare)
Pour les articles homonymes, voir Deux Frères.
Deux Frères est une gabare fluviale construite en 1892 aux chantiers Tramasset au Tourne en Gironde.
En 1993, reconstruit entièrement à partir de la coque d'origine par le chantier Durand de Marans, ce bateau de charge devient la propriété d'un collectif d'associations. Elle est gréée en sloop à voile aurique.
Deux Frères fait l'objet d'un classement au titre des monuments historiques depuis le 21 mai 1992.

## Histoire
La coque de la gabare de Gironde  « Deux Frères » que l’on voit aujourd’hui naviguer, trop rarement, sur les eaux de la Garonne, Dordogne ou Gironde est la réplique exacte de celle construite aux chantiers Urbain Tramasset au Tourne (Gironde), mise à l’eau le 27 avril 1892.

### Période de 1892 à 1944, navigation au bornage
La gabare avait été construite pour honorer la commande de Jean Gergeret (né le 29 août 1866 à Portets), surnommé Galurin à cause de son goût pour les chapeaux.
Cette gabare a d'abord servi au transport fluvial du vin vers Bordeaux, sa cale chargée d’environ 25 tonnes de fûts de vin ou une cale chargée de 6 tonnes de futailles vides, en moyenne.
Gergert, pour naviguer sur la Garonne, abaissait le mât pour passer sous le Pont de Pierre et la « passerelle » (Eiffel) du pont du chemin de fer.
Son frère qui l’exploitait avec lui (d’où le nom Deux Frères) a été tué à la guerre de 1914-1918.
En 1925, le transport par chemin de fer supplante celui par gabares depuis déjà une bonne dizaine d’années. Après 33 ans d’exploitation (Gergeret a donc 60 ans ), il vend Deux Frères à Jean Poujeau, dit Aramis, habitant de Langoiran. Le 4 juillet 1931, celui-ci la cède à son fils Louis Poujeaud
À partir de 1935, la gabare ne fait plus que de courts trajets aux environs immédiats de Langoiran.
Père et fils exploitent un bateau qui a près de 40 ans et qui nécessite de plus en plus de réparations. En 1936, des travaux importants sont entrepris au chantier Urbain Tramasset, son voisin pour 13.671,95 francs (soit 8070€ , d’après l’INSEE 2012).
Le 27 février 1940, le bateau est « désarmé par suite de la mobilisation du patron armateur ».
Avec la guerre et des difficultés pour s’acquitter de ses dettes, l’Haricot vend la gabare toujours non motorisée le 14 février 1944 à Monsieur Puyo, agriculteur de l'île Cazeau qui la baptise Cucaracha.

### Période de 1944 à 1990, navigation à la plaisance
Quoique non motorisée, la gabare est probablement assez vite réquisitionnée, comme tant d’autres bateaux à cette époque. Par la suite, elle n'est pas utilisée et elle échappe à la destruction.
À partir du 10 août 1946, elle est immatriculée au bureau de la Douane française sous le nom de Lanturlu (jusqu'en 1989) , propriétaire Monsieur Chevalier, directeur des Chantiers de la Gironde à Bordeaux, rive droite de plus, elle est signalée comme étant « désarmée ». 
Monsieur Chevalier fait aménager la cale pour une navigation à la plaisance. Il fait fixer un moteur auxiliaire de 26CV. Ainsi motorisé, Lanturlu promènera sa nombreuse famille sur la Garonne, l’estuaire de la Gironde et le bassin d’Arcachon.
À la suite du décès du propriétaire, le bateau est vendu, le 30 avril 1952, sans le moteur, à Monsieur Phélippot 170 000 francs (soit 3 592 € d’après l’INSEE 2012).
Monsieur Phélippot amène le bateau au chantier Tramasset, où Raoul, un des petits-fils d’Urbain Tramasset, fait une révision complète. Plusieurs bordés sont remplacés ainsi qu’une partie de l’étambot. Le nouveau propriétaire grée la gabare en ketch et rajoute un pavois. Il part naviguer le long des côtes françaises, espagnoles et portugaises pendant ses vacances.
En 1956, l’ancienne gabare passe encore dans de nouvelles mains. Elle est vendue avec un moteur Renault-Couach à un retraité de la Rochelle, Monsieur Devaucoup, qui l’amarre dans le vieux port de La Rochelle et en fait son domicile.
En 1973, c’est Monsieur Perez qui l’acquiert, sans mâts et sans moteurs. Avec l’aide de sa famille, ce nouveau propriétaire entreprend de refaire les aménagements. 
En 1981, il fait installer 2 moteurs Couach 60-85 CV et convoie le bateau à Balaruc (près de Sète) par le canal du Midi. Là, il sera vendu une nouvelle fois, en février 1989, à Monsieur Vincent, qui le cède à son tour dès le lendemain à trois copropriétaires : Messieurs Descamps, Bonaventure et Guibert. Sept mois plus tard, c’est l’association Vieux Gréements de Balaruc qui en a la charge.
Le 4 septembre 1990, le bateau, très très fatigué, est donné pour le franc symbolique à l'association "La Gabarre de Bègles", créée pour cette occasion. Le nom de l’association sera changé peu de temps après en La Gabare de Gironde,  plus conforme à la situation géographique des différents mécènes engagés dans le projet.

### Période de 1990 à nos jours, navigation associative
À la suite de sa restauration au chantier Durand (Charente-Maritime) en 1993 à 2007, cette gabare fut gérée par l’association Chacun sa mer, elle a navigué dans un cadre associatif et participé aux divers rassemblements nautiques de Gironde et d'ailleurs. 
Rachetée par le conseil général de Gironde, elle est hébergée par les chantiers Tramasset du Tourne qui en assure l'hivernage.
En 2017, elle est toujours en hivernage aux chantiers Tramasset.